# Distretto di Tsaratanana
Il distretto di Tsaratanana è un distretto del Madagascar situato nella regione di Betsiboka. Ha per capoluogo la città di Tsaratanana.
La popolazione del distretto è di 115 438 abitanti (censimento 2011).